# Marée noire de Taylor
Pour les articles homonymes, voir Taylor.

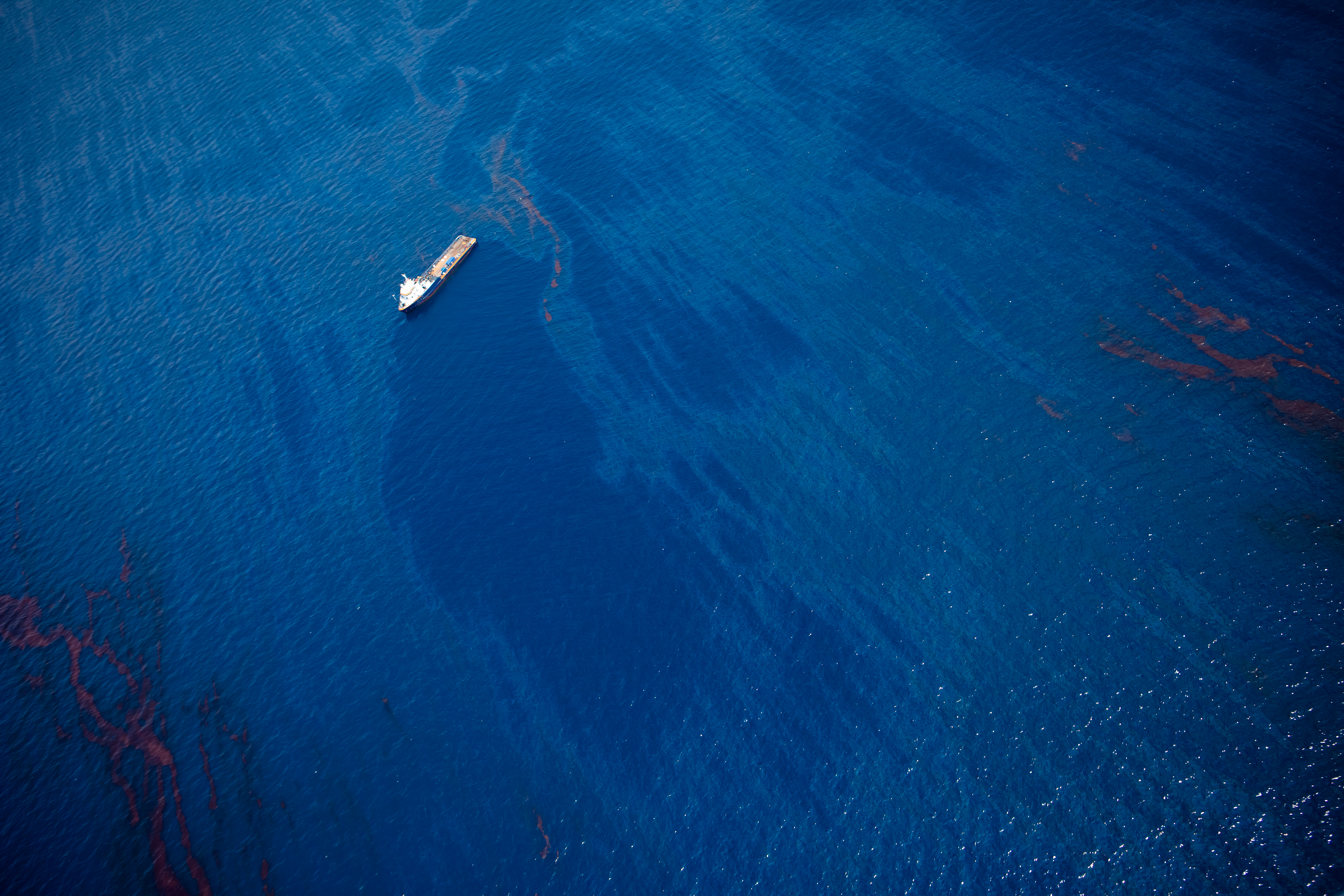
Vue aérienne, le 18 juin 2010, d'un secteur du golfe du Mexique touché par la marée noire de Taylor.

La marée noire de Taylor se trouve dans le golfe du Mexique à environ 18 km de la côte de la Louisiane aux États-Unis. 
Cette marée noire commence en 2004 à la suite de la destruction partielle d'une plate-forme pétrolière exploitée par la Taylor Energy Co lors de l'ouragan Ivan qui provoque des glissements du terrain sous-marin. 
Se poursuivant encore en 2020, elle détient le record de durée de toutes les marées noires de l'histoire des États-Unis.

## Historique
Elle a été portée à l'attention du public lorsque du personnel affecté à la surveillance de Deepwater Horizon a observé des nappes de pétrole de source inconnue en 2010. 
Plus tard, en 2015, l'Associated Press publie un document qui remet en question les estimations de l'US Coast Guard sur le volume de pétrole qui fuit dans l'eau. 
Une estimation haute du volume de pétrole donne 5 300 000 litres (1 400 000 gallons américains) depuis le début du désastre, pétrole qui aurait contaminé une superficie de 21 km2. 
En 2019, il s'écoulerait de 8 à 108 barils de pétrole par jour. À ce rythme, la marée noire pourrait continuer pendant cent ans.
La société Taylor Energy a dépensé jusqu'à 435 millions de dollars pour déclasser le site. Elle affirme que toutes les fuites sont colmatées et n'a donc aucune action supplémentaire à faire. 
Selon des spécialistes, les panaches d'huile observés à proximité du site proviennent de sédiments contaminés et non pas de la fuite même,. 
Cette conclusion a été contestée par le gouvernement fédéral américain, ainsi que des ONG et la presse.
Le 23 octobre 2018, l’US Coast Guard exige de Taylor Energy de nettoyer le site et de colmater les fuites, ou de se voir imposer une pénalité quotidienne de 40 000 dollars. 
Le 16 mai 2019, l'US Coast Guard rapporte que le système d'endiguement fonctionne suffisamment bien pour réduire la couche de pétrole en surface au point de la rendre presque invisible.